# McCafferty (Band)
McCafferty ist eine Amerikanische Rockband aus Medina (Ohio). Die derzeitigen Mitglieder der Band sind Nick Hartkop, der die Gitarre und den Gesang übernimmt, sowie seine Frau Emily Hartkop, die Bass spielt.
Bei den frühen Veröffentlichungen der Band tritt Nick Hartkop solo auf und produziert einen akustischen Dance-Punk-Sound. In späteren Aufnahmen, nach hinzukommen von Graham und später von Joecken und Easterly hat sich die Band zu einem Pop-Punk- und Emo-Sound entwickelt. Hartkops Frau, Emily, kam später als Bassistin zur Gruppe, als Jöcken nach der Auflösung 2018 nicht mehr zurückkehrte. Die Band machte mehrere Trennungen und Neuformierungen durch, zuletzt im Februar 2020, als alle verbliebenen Mitglieder bis auf Nick und Emily wegen Anschuldigungen der Häuslichen Gewalt, Tiermisshandlung, Sexueller Belästigung, Emotionaler Belästigung, Behindertenfeindlichkeit, Rassismus, Vergewaltigung, Queerphobie, Gewalt und Betrug gegen Frontmann Nick Hartkop die Band verließen.

## Geschichte
McCafferty wurde 2011 gegründet und war zu dieser Zeit hauptsächlich eine akustische Sololeistung des Sängers und Songwriters Nick Hartkop. Im selben Jahr veröffentlichte Hartkop selbst die EP Moms+Dads (2011) unter dem Namen McCafferty. Im folgenden Jahr veröffentlichte er Japan (2012) und DanceBeats To Hurt Girls (2012). Im Jahr 2013 veröffentlichte er drei EPs - I Hate This Body (2013), It's a Bad Idea (2013) und Forest Life (2013) - sowie ein gemeinsames Live-Album This Will Mean Nothing (2013) mit Stücken von Sam Rockwell und Chris Joecken (der zu diesem Zeitpunkt noch nicht bei McCafferty war).
Ende 2013 unterschrieb die Band einen Vertrag bei Monkey Boy Records und veröffentlichte mit Beachboy (2013) ihre erste LP in voller Länge. Im Jahr 2015 veröffentlichte die Band zwei weitere EPs: When The Lightning Hit (2015) und Happy Birthday, Dad (2015).
Im Jahr 2016 begann die Band mit der Arbeit an ihrer zweiten LP, die den Namen Beachboy 2 tragen sollte, gab das Projekt aber schließlich auf, als Hartkop beschloss, die Gruppe aufzulösen und wieder vollzeitlich als Sonderschullehrer zu arbeiten.
Ende 2016 reformierte sich die Band nach einer erfolgreichen, von Fans geführten Crowdfunding-Kampagne, um die Produktion einer weiteren EP mit dem Arbeitstitel DanceBeats to Hurt Girls zu unterstützen. Die Band unterzeichnete einen Single-Album-Deal mit Take This To Heart Records und veröffentlichte Thanks. Sorry. Sure. (2017) am 30. Juni 2017.
Am 22. Juli 2017 wurde Thanks. Sorry. Sure. auf Platz 23 der Billboard Top Independent Albums und auf Platz 5 der Heatseekers Albums eingereiht und verblieb dort für eine Woche. Am 2. Februar 2018 veröffentlichte die Band eine Split-EP mit Heart Attack Man.
Am 13. Februar 2018 gab die Band bekannt, dass sie bei Triple Crown Records unterschrieben hat, sowie dass ihr zweites Album Yarn am 23. März 2018 erscheinen wird. Am 1. April 2018 wurde bekannt gegeben, dass sie ihre bevorstehenden Auftritte auf ihrer Tournee mit Moose Blood abgesagt haben.
Am 25. Juni 2018 kündigte Hartkop über den offiziellen McCafferty-Twitter-Account an, dass er eine Compilation-Platte mit dem Titel The Sum of All Fears veröffentlichen werde, die alle Titel von DanceBeats to Hurt Girls, It’s a Bad Idea, When the Lightning Hit, I Hate This Body und mehr enthalten werde. Diese Songs waren zuvor nicht offiziell auf Streaming-Diensten veröffentlicht worden. Die Platte wurde am 28. Juni 2018 bei Spotify veröffentlicht. Eine EP, Clementine, wurde am 11. August veröffentlicht, zusammen mit einer offiziellen Ankündigung der Band bezüglich ihrer endgültigen Auflösung. Die Band reformierte sich später ohne Joecken, Hartkops Frau Emily Hartkop ersetzte Joecken am Bass.
Am 29. Dezember 2018 veröffentlichte die Band Yarn: Commentary. Es enthält Kommentare von Wes Easterly, Evan Graham und Nick Hartkop über die Einflüsse und die Ideen, die zu diesem Album geführt haben.
Die Band veröffentlichte ihr drittes Album, The House With No Doorbell, am 20. Oktober 2019. Sie veröffentlichten eine Single, "Fentanyl", am 18. Juni vor der Veröffentlichung des Albums. Eine zweite Single, "Sellout", wurde am 22. September veröffentlicht. McCafferty löste sich erneut auf und am 6. November 2019 veröffentlichte der Leadsänger, Nick, "Divva (I Murdered Nick Hartkop)", was eher als "Emo-Rap" als der DIY Indie/Punk Sound beschrieben werden würde, für den McCafferty bekannt ist.
Am 6. November 2020 veröffentlichte Hartkop eine Single unter dem Namen McCafferty, "Isn't It Beautiful", in der er mehrere Anschuldigungen gegen ihn erwähnte und McCafferty "hinter sich ließ". Zusammen mit der Veröffentlichung von zwei bisher unveröffentlichten Demos auf "Two Demos Never Released Back in 2017 So Please Don't Think I'm Coming Back, I Promise You I Won't". Trotzdem wurde am 2. Februar 2021 ein neuer Song, "Beachboy 2", veröffentlicht zusammen mit einer weiteren Single "If I Saw Him, I'd Still Kiss Him" am 18. März 2021.
Am 12. Mai 2021 veröffentlichte Hartkop die Single "Queerball" unter dem Namen Mccafferty. Die Single ist verwandt mit "Divva (I Murdered Nick Hartkop)", da sie ebenfalls im "Emo-Rap"-Stil gehalten ist.
Auf der offiziellen Website der Band wurde im Oktober 2021 das Album "Snoqualmie Welcomes You" angekündigt, welches am 24. Oktober 2022 veröffentlicht wurde.

## Diskografie
Studioalben
- Beachboy (2014)
- Yarn (2018)
- The House With No Doorbell (2019)
- Snoqualmie Welcomes You (2022)

EPs
- Moms+Dads (2011)
- Japan (2012)
- DanceBeats to Hurt Girls (2012)
- I Hate This Body (2013)
- It's a Bad Idea (2013)
- Forest Life (2013)
- When The Lightning Hit (2015)
- Happy Birthday, Dad (2015)
- Outlaw (Take This to Heart Records, 2017)
- Thanks. Sorry. Sure. (Take This to Heart Records, 2017)
- Forest Life (Remastered) (Self Release, 2017)
- Clementine (Self Release, 2018)
- Two Demons Never Released from 2017 so Please don't Think I'm Coming Back, I Promise You I Won't. (Hartkop Records, 2020)

Singles
- Daddy-Longlegs (Self Release, 2016)
- Trailer Trash (Take This to Heart Records, 2017)
- Outlaw (Take This to Heart Records, 2017)
- Finally (Take This to Heart Records, 2018)
- Loser. (Triple Crown Records, 2018)
- Strain (Triple Crown Records, 2018)
- Clementine (Self Release, 2018)
- Fentanyl (Hartkop Records, 2019)
- Sellout (Hartkop Records, 2019)
- Divva (I Murdered Nick Hartkop) (Hartkop Records, 2019)
- Graveyard (Hartkop Records, 2019)
- Isn't It Beautiful (Self Release, 2020)
- Beachboy 2 (Hartkop Records, 2021)
- If I Saw Him, I'd Still Kiss Him (Self Release, 2021)
- Queerball (Self Release, 2021)
- Witchcraft (Self Release, 2021)
- Ugly Duckling (Self Release, 2022)
- Cheetah Print Bag (Self Release, 2022)
- Salish (Self Release, 2022)
- Insincere Everclear (Self Release, 2022)
- Liquid Courage (Self Release, 2022)
- Snoqualmie (Self Release, 2022)

Kompilationen
- The Sum of All Fears (2018)

Splits
- This Will Mean Nothing (mit Sam Rockwell Machete Champion and Chris Joecken) (2013)
- McCafferty / Heart Attack Man Split (Take This To Heart Records, Triple Crown Records, 2018)